# Drumbo
Drumbo (de l'irlandais: Druim Bo, qui signifie crête de la vache) est un petit village du comté de Down, en Irlande du Nord. Il se trouve à environ 9,7 km au sud de Belfast (centre-ville), à 4,8 km à l'est de Lisburn et à 4,8 km à l'ouest de Carryduff.

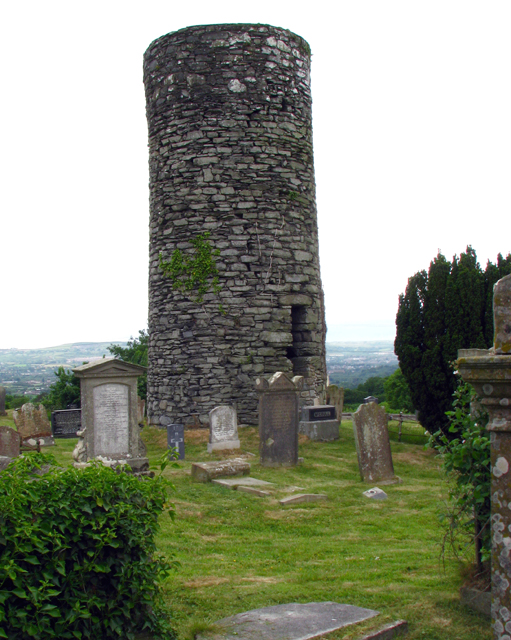
Tour ronde de Drumbo